# Guerras anglo-asantes
Las Guerras anglo-asantes o Guerras anglo-ashanti fueron cuatro conflictos bélicos entre el Imperio asante, ubicado en el interior de la Costa de Oro, actual Ghana, y el Imperio británico en el siglo XIX entre los años 1824 y 1901. El motivo principal de las guerras fue el establecimiento de un fuerte control por parte de los  asantes en las zonas costeras que actualmente son parte de Ghana. Los pueblos de la costa, como los fantes y los habitantes de Acra, quienes eran en su mayoría de la etnia Ga, habían dependido de los británicos para su protección contra las incursiones asantes. Los asantes lograron defenderse exitosamente en forma sorprendente frente a los británicos en algunas de estas guerras pero, al final, el Imperio asante se convirtió en un protectorado británico.

## Primeras guerras
Antes de enfrentarse al Imperio asante, los británicos se vieron involucrados en tres conflictos: la Guerra asante-fante de 1806-07, en la cual los británicos rehusaron entregar dos rebeldes que estaban siendo perseguidos por los asantes, pero finalmente entregaron a uno de ellos (el otro se escapó).
En la Guerra ga-fante de 1811, los akwapim capturaron un fuerte británico en Tantamkweri y un fuerte neerlandés en Apam.
Durante la Guerra asante-akim-akwapim de 1814-16, los asantes derrotaron a la alianza akim-akwapim. Las autoridades locales británicas, neerlandesas y danesas tuvieron que llegar a un acuerdo con los asantes. En 1817 la Compañía Africana de Comerciantes (del Reino Unido) firmó un tratado de amistad que reconocía la soberanía asante sobre gran parte de la costa.

## Primera guerra anglo-asante
La Primera Guerra anglo-asante tuvo lugar entre 1823 y 1831. En 1823 Sir Charles MacCarthy, rechazando las demandas asantes de tierras fantes en áreas de la costa y resistiéndose a las aperturas de negociación de los asantes, comandó una fuerza de invasión desde Cape Coast. Fue derrotado y ejecutado por los asantes, que se quedaron con las cabezas de MacCarthy y el alférez Wetherall como trofeos. En la Batalla de Nsamankow las tropas de MacCarthy (que no se habían unido a las otras columnas) fueron rebasadas. El Mayor Alexander Gordon Laing regresó a Gran Bretaña con noticias de su suerte.
Los asantes arrasaron en dirección de la costa pero las enfermedades los obligaron a replegarse. Lograron tantas victorias en combates posteriores que en 1826 volvieron a marchar hacia la costa. En un principio lucharon en forma impresionante en campo abierto contra fuerzas superiores en número de británicos y sus aliados, entre ellas los denkyiras. Sin embargo, la novedad de los cohetes Congreve hizo que el ejército asante se replegase. En 1831 ambas partes aceptaron el río Pra como frontera en un tratado y así hubo treinta años de paz.

## Segunda guerra anglo-asante
La segunda guerra anglo-asante se prolongó de 1863 a 1864. Con excepción de algunas escaramuzas pequeñas a lo largo del Pra entre 1853 y 1854, la paz entre el Imperio británico y el Asante se mantuvo durante más de 30 años. Fue recién en 1863, que un numeroso contingente asante cruzó el río en búsqueda de un fugitivo, Kwesi Gyana. Hubo combate, con bajas en ambos bandos, pero la solicitud del gobernador para que se le enviaran más tropas desde Inglaterra fue rechazada y las enfermedades obligaron a que se replegaran sus tropas.

## Tercera guerra anglo-asante

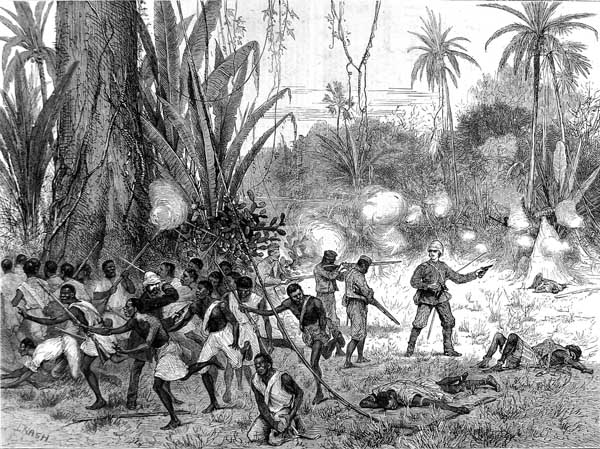
Una lucha en la jungla, tercera guerra anglo-asante. The Graphic 1874

La Tercera guerra anglo-asante duró desde 1873 hasta 1874. En 1869 la familia de un misionero alemán y un misionero suizo habían sido llevados a Kumasi. Fueron tratados con hospitabilidad, pero se pidió una recompensa por ellos. En 1871 el Reino Unido compró la Costa de Oro neerlandesa de los Países Bajos, incluyendo Elmina, un pueblo que era reclamado por los asantes, razón por la que los asantes invadieron el nuevo protectorado británico.
El General Garnet Wolseley, al mando de 2.500 soldados británicos apoyados por tropas de las Indias Occidentales y africanas (entre ellas algunos fantes), fue enviado para enfrentarse a los asantes y posteriormente se convirtió en un nombre conocido en el Reino Unido. La guerra fue cubierta por corresponsales de guerra, entre ellos Henry Morton Stanley y G. A. Henty. Se imprimieron instrucciones médicas y militares para las tropas.  El gobierno británico rehusó aceptar las solicitudes para que interfiriera con los fabricantes de armamento británicos que estaban vendiendo armas a ambos bandos.
Wolseley se dirigió a la Costa de Oro en 1873 e hizo los preparativos antes de la llegada de sus tropas en enero de 1874. La batalla de Amoaful se libró en enero de ese año, y luego de cinco días de combates, la campaña culminó con la batalla de Ordashu. La capital, Kumasi, fue abandonada por los asantes y ocupada brevemente por los británicas e incendiada. Los británicos se mostraron impresionados por el tamaño del palacio y sus interiores, que incluía "columnas de libros en varios idiomas". El Ashantahene, el líder asante, firmó un duro tratado con los británicos, el Tratado de Fomena en julio de 1874, para poner fin a la guerra. Entre los artículos del tratado entre S.M. Victoria, Reina de Gran Bretaña e Irlanda, y S.M. Kofi Karikari, Rey de Asante, estaban que "El rey asante promete pagar la suma de 50.000 onzas de oro aprobado como indemnización por los gastos en los que incurrió Su Majestad la Reina de Inglaterra durante la reciente guerra...". El tratado también estipulaba que "Deberá existir libertad de comercio entre Asante y los fuertes de Su Majestad la Reina de Inglaterra en la Costa [de Oro], teniendo todas las personas libertad para llevar su mercadería desde la costa hasta Kumasi, o desde ese lugar a cualquiera de las posesiones de Su Majestad en la costa". Además, el tratado indicaba que "El Rey de Asante garantizará que el camino desde Kumasi hasta el río Pra siempre se mantendrá abierto..." Wolseley completó la campaña en dos meses y reembarcó a sus tropas de regreso a casa antes de que comenzara la temporada peligrosa. Hubo 300 bajas británicas.
Algunos relatos británicos hacen homenaje a la dureza de los guerreros asantes en Amoaful, en particular la sagacidad táctica de su comandante, Amanquatia: "El gran cacique Amanquatia estuvo entre los muertos. Demostraron una admirable destreza en la posición seleccionada por Amanquatia, y la determinación y liderazgo que demostró en la defensa hacen honor a su gran reputación como un buen táctico y un valiente soldado".
La campaña también es conocida por haber sido el primer caso registrado en que se haya utilizado una locomotora de fuerza motriz en servicio activo. El zapador a vapor número 8 (fabricado por Aveling and Porter) fue enviado al castillo de Cape Coast y ensamblado allí. Como locomotora de fuerza motriz tuvo poco éxito, pero otorgó un buen servicio cuando se la empleó como un motor estacionario para operar una sierra circular.

## Cuarta guerra anglo-asante

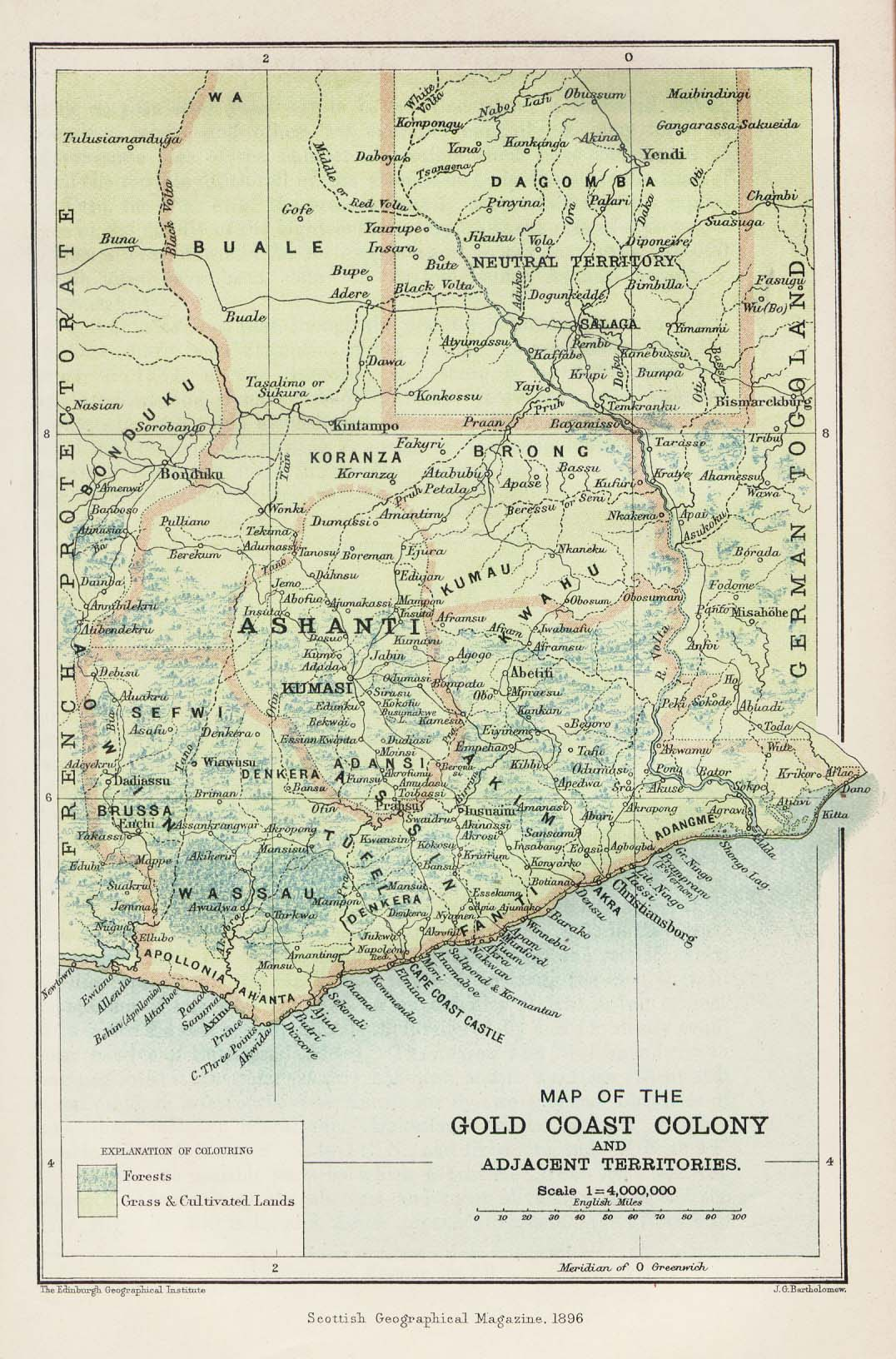
Mapa de la Costa de Oro británica en 1896 en donde se muestra a Asante.

La cuarta guerra anglo-asante fue corta, durando solo de diciembre de 1895 a febrero de 1896. Los asantes habían rechazado hasta 1894 una oferta oficial para convertirse en un protectorado británico. Con la intención de mantener a las fuerzas alemanas y francesas fuera del territorio asante (y su oro), los británicos decidieron finalmente conquistar a los asantes. La guerra comenzó bajo el pretexto de un incumplimiento del pago de las multas impuestas al monarca asante en el Tratado de Fomena luego de la guerra de 1874.
Sir Francis Scott partió desde Cape Coast con la principal fuerza expedicionaria de tropas británicas y las Indias occidentales en diciembre de 1895 y llegó a Kumasi en enero de 1896. Aunque el Asantehene había indicado a los asantes que no ofrecieran resistencia, las bajas entre las tropas británicas fueron altas debido a las enfermedades. Entre los muertos estuvo el yerno de la Reina Victoria, el Príncipe Enrique de Battenberg. Robert Baden-Powell lideró a un grupo de nativos de varias tribus locales en la campaña. Poco después el Gobernador William Maxwell también llegó a Kumasi. El Asantehene Agyeman Prempeh I fue arrestado y depuesto. Fue obligado a firmar un tratado de protección, y junto a otros líderes asantes fue exiliado en las islas Seychelles.

## La Guerra del Banquillo de Oro
Durante la Guerra del Banquillo de Oro de 1900, el resto de la corte asante que no se encontraba exiliada en las Seychelles organizó una ofensiva contra las tropas británicas y fantes estacionadas en el Fuerte Kumasi, pero finalmente fueron derrotadas. Yaa Asentewaa, la Reina-Madre de los Ejisu, y otros dirigentes asantes también fueron enviados a las Seychelles. El territorio asante fue incorporado a la colonia de la Costa de Oro el 1 de enero de 1902.